# Ophthalmitis caritaria
Ophthalmitis caritaria là một loài bướm đêm trong họ Geometridae.